# Amphisbaena absaberi
Espèce
Synonymes
- Cercolophia absaberi Strussman & Carvalho, 2001

Statut de conservation UICN

 DD  : Données insuffisantes
Amphisbaena absaberi est une espèce d'amphisbènes de la famille des Amphisbaenidae.

## Répartition
Cette espèce est endémique du Mato Grosso au Brésil. Elle a été découverte à Cáceres, au Brésil.

## Publication originale
- Strussmann & Carvalho, 2001 : Two new species of Cercolophia Vanzolini 1992 from the state of Mato Grosso, western Brazil (Reptilia, Amphisbaenia, Amphisbaenidae). Bollettino del Museo regionale di Scienze naturali, Torino, vol. 18, p. 487-505.